# Brătășanca, Prahova
Brătășanca este un sat în comuna Filipeștii de Târg din județul Prahova, Muntenia, România.
La sfârșitul secolului al XIX-lea, Brătășanca forma, împreună cu satul vecin Ungureni, un singur sat, denumit Brătășanca-Ungureni, făcând parte din comuna Dărmănești, aflată în plasa Filipești a județului Prahova. George Ioan Lahovari deținea o moșie acolo, cu un parc întins. În sat se aflau un han și o moară pe iazul Prahovei. Biserica satului fusese înălțată în 1813 de familia logofătului Gheorghe Dănescu. În 1968, comuna Dărmănești a fost reorganizată și arondată județului Dâmbovița, satul trecând la comuna Filipeștii de Târg din județul Prahova.